# 和成國際
和成國際集團有限公司，簡稱和成國際集團，以及和成國際（英語：Wonson International Holdings Limited，港交所除牌時0651.HK），在1992年當時由創辦人趙渡創立。
當時經營金屬和股票買賣，曾在1998年7月23日於香港交易所主板上市。由於金屬買賣持續虧損，加上已有多項擱置，於是在2005年由周安達源和相關企業收購，最後把有盈利項目的造船注入本公司，2009年11月5日更名中海船舶重工集團有限公司。

## 連結
- Irasia.com/listco/hk/chinaoceanshipbuilding（页面存档备份，存于）